# Tito Fernández, el Temucano
Tito Fernández, el Temucano es el segundo álbum de estudio del cantautor y folclorista chileno Tito Fernández, lanzado en 1971 por el sello discográfico Peña de los Parra, de los hermanos Isabel y Ángel Parra, y distribuido por DICAP.

## Lista de canciones
| Tito Fernández, el Temucano |                           |          |  |
| N.º                         | Título                    | Duración |  |
| 1.                          | «Polka»                   |          |  |
| 2.                          | «La señora Mercedes»      |          |  |
| 3.                          | «Cero a cero»             |          |  |
| 4.                          | «La madre del cordero»    |          |  |
| 5.                          | «La casa nueva»           |          |  |
| 6.                          | «El caminero Mendoza»     |          |  |
| 7.                          | «Para aquel niño que fui» |          |  |
| 8.                          | «Dicen que soy borracho»  |          |  |
| 9.                          | «Canción de Navidad»      |          |  |